# Giovanni Battista Centurione
Giovanni Battista Centurione a été le 114e doge de Gênes du 15 octobre 1658 au 15 octobre 1660.